# Comuna Raikivșciîna, Iahotîn
Raikivșciîna (în ucraineană Райківщина) este o comună în raionul Iahotîn, regiunea Kiev, Ucraina, formată din satele Raikivșciîna (reședința), Rokîtne și Rozumivka.

## Demografie
Componența lingvistică a comunei Raikivșciîna
     Ucraineană (95,86%)
     Rusă (2,81%)
     Alte limbi (0,83%)
Conform recensământului din 2001, majoritatea populației comunei Raikivșciîna era vorbitoare de ucraineană (95,86%), existând în minoritate și vorbitori de rusă (2,81%).